# Женская сборная Северной Македонии по волейболу
Женская национальная сборная Северной Македонии по волейболу (макед. Женски национален отбор по одбојка на Македонија) — представляет Северную Македонию на международных соревнованиях по волейболу. Управляющей организацией выступает Волейбольная федерация Северной Македонии (Одбојкарска федерација на Македонија — ОФМ).

## История
После распада Югославии и получения в 1992 Республикой Македонией независимости Волейбольная федерация этой страны вступила в ФИВБ и ЕКВ. Первое появление женской сборной Республики Македонии на официальной международной арене произошло только через 6 лет во время отборочного турнира чемпионата Европы 1999 (категория «В»). В своём дебютном матче 31 мая 1998 года волейболистки Республики Македонии на выезде обыграли сборную Финляндии со счётом 3:1. Последующие три игры в своей группе сборная Республики Македонии всухую проиграла командам Турции (дважды) и Греции, после чего снялась с соревнований.
В дальнейшем сборная Македонии лишь эпизодически участвовала в официальных международных соревнованиях под эгидой ФИВБ и ЕКВ. Команда ещё дважды принимала участие в квалификации чемпионатов Европы (2001 и 2009), а также в отборочном турнире чемпионата мира 2014. В рейтинге европейских сборных сборная Северной Македонии находится лишь в четвёртом десятке. Объясняется это тем, что волейбол в этой небольшой европейской стране отстаёт по популярности от таких игровых видов спорта как футбол, гандбол и баскетбол.

## Результаты выступлений

### Чемпионаты мира
- 1994 — не участвовала
- 1998 — не участвовала
- 2002 — не участвовала
- 2006 — не участвовала
- 2010 — не участвовала
- 2014 — не квалифицировалась
- 2018 — не участвовала
- 2022 — не участвовала
- 2025 — не квалифицировалась

### Чемпионаты Европы
| - 1993 — не участвовала - 1995 — не участвовала - 1997 — не участвовала - 1999 — не квалифицировалась - 2001 — не квалифицировалась - 2003 — не участвовала - 2005 — не участвовала - 2007 — не участвовала - 2009 — не квалифицировалась | - 2011 — не участвовала - 2013 — не участвовала - 2015 — не участвовала - 2017 — не участвовала - 2019 — не участвовала - 2021 — не участвовала - 2023 — не участвовала - 2026 — |

### Евролига
Сборная Северной Македонии приняла участие только в двух розыгрышах Евролиги.
- 2023 — 16—17-е место (7—8-е в Серебряной лиге)
- 2025 — 19-е место (7-е в Серебряной лиге)

### Средиземноморские игры
- 2022 — 10—11-е место

## Состав
Сборная Северной Македонии в квалификации чемпионата Европы 2026 (2024 год)
| №  | Имя, фамилия          | Год рождения | Рост | Амплуа      | Клуб                      |
| -- | --------------------- | ------------ | ---- | ----------- | ------------------------- |
| 1  | Эмилия Попйордановска | 1993         | 161  | либеро      | «Работнички» Скопье       |
| 2  | Антония Баталаковска  | 1999         | 180  | нападающая  | «Работнички» Скопье       |
| 3  | Симона Стояновска     | 1988         | 184  | нападающая  | «Янта Волей» Скопье       |
| 4  | Ива Стойковска        | 2005         | 182  | центральная | «Янта Волей» Скопье       |
| 5  | Мери Бошковска        | 2005         | 180  | нападающая  | «Янта Волей» Скопье       |
| 7  | Тамара Стоянова       | 1997         | 180  | центральная | «Шарджа»                  |
| 8  | Мила Долдурова        | 2004         | 179  | нападающая  | «Наковски Волей» Струмица |
| 10 | Эриона Йонузи         | 2001         | 182  | связующая   | «Работнички» Скопье       |
| 13 | Ана Павловска         | 1996         | 185  | центральная | «Работнички» Скопье       |
| 14 | Мила Дикова           | 2003         | 182  | нападающая  | «Работнички» Скопье       |
| 15 | София Пандева         | 2005         | 167  | связующая   | «Наковски Волей» Струмица |
| 18 | Добрина Хаджи-Тосева  | 2005         | 181  | нападающая  | «Центар-ОРТ» Сараево      |
| 19 | Надица Антеска        | 2004         | 170  | либеро      | «Янта Волей» Скопье       |
| 22 | Мария Василевска      | 2004         | 183  | центральная | «Работнички» Скопье       |

- Главный тренер —  Стефан Паунович.
- Тренеры —  Бранка Каленикова.